# 입석리역
입석리역(Ipseok-ri station, 立石里驛)은 충청북도 제천시 송학면 시곡리에 위치한 태백선의 철도역이다.
인근에 시멘트 공장이 위치하여 화물 수송이 주 업무인 철도역이며 여객 취급은 2008년 12월 중단되었다.

## 역명 유래
부근에 선돌(立石)이 있어 붙여진 지명인 입석리에서 유래하였다. 다만 입석리역 역사 본체와 플랫폼은 시곡리에 속해 있으며, 역 앞을 흐르는 무도천을 경계로 입석리 마을과 접해 있다.

## 연혁
- 1953년 9월 21일 : 무배치간이역으로 영업 개시
- 1965년 12월 30일 : 무배치간이역에서 보통역으로 변경 및 아세아시멘트 전용선 부설[1]
- 1991년 1월 1일 : 소화물 취급 중지[2]
- 1991년 11월 30일 : 현재의 역사준공
- 1992년 5월 1일 : 현대시멘트 전용선 부설
- 1992년 8월 20일 : 행정사무관역으로 승격
- 2008년 12월 1일 : 여객 취급 중단
- 2009년 12월 1일 : 철도승차권 단말기 철거
- 2013년 11월 14일 : 제천 기점 13.7km로 변경[3]
- 2014년1월1일 : 폐역

## 특징
- 일반적으로 본선은 역사 바로 앞에 설치되는데, 이 역은 역사 반대쪽 끝 선로가 본선으로, 흔치 않은 경우이다.[4] 역사와 본선 승강장은 긴 지하도로 이어져 있다.
- 본선인 14번, 15번선 사이에 승강장이 있는 외에, 측선인 1번선에도 승강장이 있다.

## 전용선
- 아세아시멘트선: 아세아시멘트 주식회사에서 사용하며, 입석리에 위치한 아세아시멘트 제천공장으로 들어간다. 길이는 6km이다.
- 한일현대시멘트영월선: 한일현대시멘트 주식회사에서 사용하며, 강원도 영월군 한반도면 신천리에 위치한 현대시멘트 영월공장으로 들어간다. 길이는 8km로, 이는 대한민국 내 사설 철도 가운데 서천화력선과 화순선을 제외하고 가장 긴 편에 속한다. 한일현대시멘트에서는 현대정공에서 제작하여 1991년 10월 20일 납품한 60톤급 GT22형[4] 입환용 디젤 기관차를 2016년 12월 31일까지 운용하다가[5], 해당 차량의 내구연한 도래로 인하여 한국철도공사의 7309호 기관차를 매입하여 2017년 1월 2일부터 운용하고 있다.